# Терриччола
Терриччола (итал. Terricciola) — коммуна в Италии, располагается в области Тоскана, в провинции Пиза.
Население составляет 4442 человека (2008 г.), плотность населения составляет 103 чел./км². Коммуна занимает площадь 43 км². Почтовый индекс — 56030. Телефонный код — 0587.
Покровителем коммуны почитается святой Донат из Ареццо, празднование 7 августа. 

## Демография
Динамика населения:

## Администрация коммуны
- Официальный сайт: http://www.comune.terricciola.pi.it/